# Pilomecyna serieguttata
Pilomecyna serieguttata är en skalbaggsart som först beskrevs av Leon Fairmaire 1899.  Pilomecyna serieguttata ingår i släktet Pilomecyna och familjen långhorningar.
Artens utbredningsområde är Madagaskar. Inga underarter finns listade i Catalogue of Life.